# Nävgröt (musikgrupp)
Nävgröt var en svensk musikgrupp inom proggrörelsen.
Nävgröt, som spelade improviserad musik med afrikanska influenser, bildades 1974 av Gunnar Valkare. Övriga medlemmar var Johan Bergström, Karin Bjurvald, Brita Carsén, Ulf Eriksson, Sonny Gustavsson, Maria Holm-Tjernberg, Susanna Håkansson, Lasse Pettersson, Ragnhild Sjögren, Eva-Lena Sundström och Eva Svensson. Gruppen utgav 1980 det självbetitlade albumet Nävgröt (MNW 10F), på vilket även Bengt "Beche" Berger medverkade. Gruppen upplöstes 1985.